# Kamba (gorila)

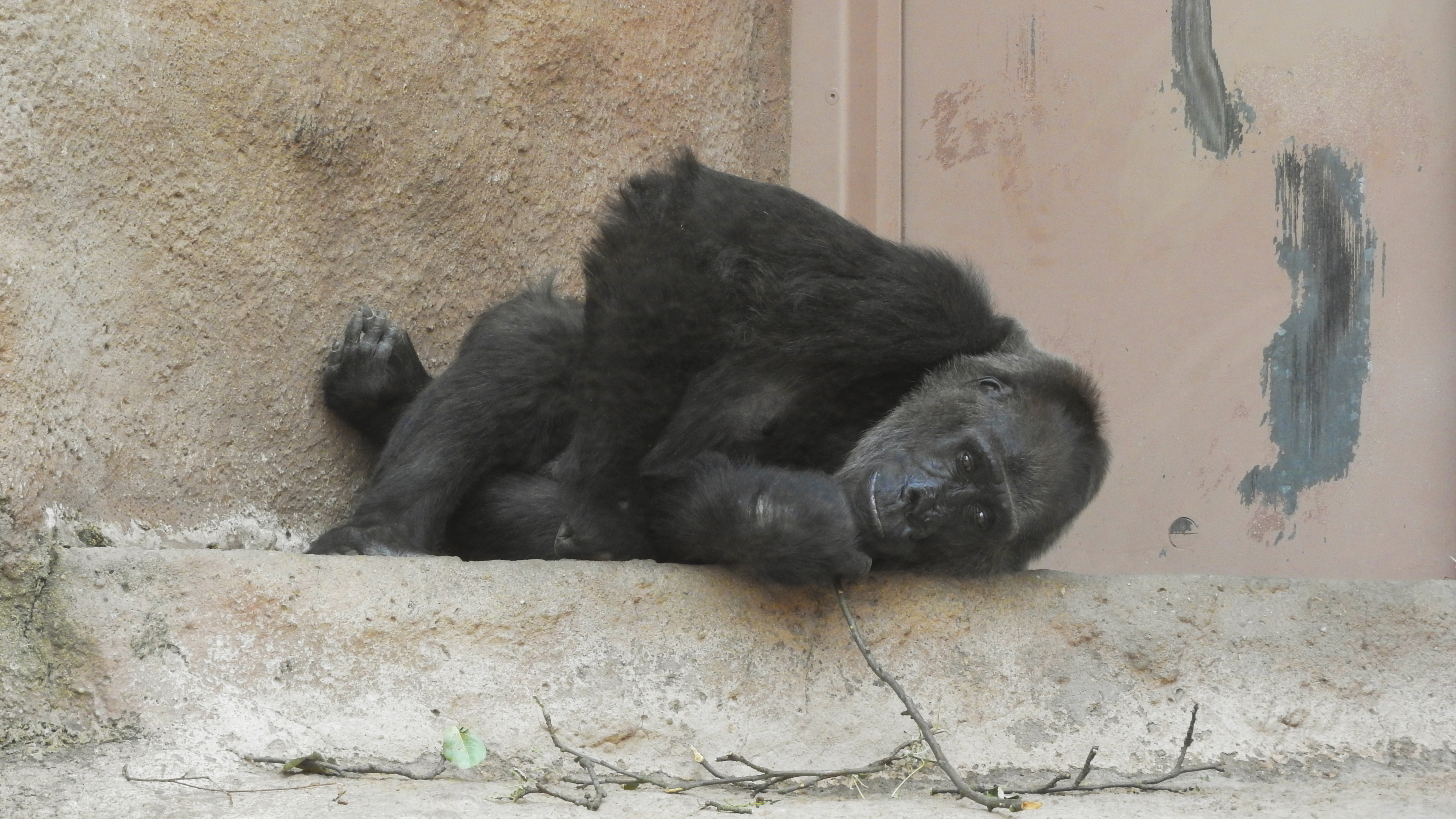
Gorila Kamba v zázemí pavilonu Zoo Praha, 2018.

Kamba je samice gorily nížinné žijící v gorilí tlupě v Zoo Praha v pražské Troji. Narodila se pravděpodobně v roce 1972 v pralesích Kamerunu. Během života se jí nedařilo zabřeznout, prvního potomka očekávala až v Zoo Praha v roce 2007. Oba porody v Zoo Praha (2007 a 2013) však byly neúspěšné.

## Život
Samice Kamba přišla jako dvouleté mládě o svou rodinu, kterou zabili pytláci, poté byla převezena 27.1. 1974 do zoo v Lipsku. Její tamní chovatel Frank Shellhardt ji měl na starost celých 21 let. Než se roku 2005 dostala do Prahy, prošla několika dalšími zoologickými zahradami. Od roku 1995 žila v Zoo Duisburg, kde však šikanovala samce. Byla proto převezena do Zoo Dvůr Králové k samci Tadaovi; do Prahy se dostala spolu s ním poprvé v roce 2001. Kvůli povodním v roce následujícím se však s Tadaem vrátila do Dvora Králové. Ačkoli se se samcem pářila, Tadao se později ukázal jako neplodný. Natrvalo se proto Kamba usídlila v Praze až v roce 2005. 
V pražské gorilí skupině se Kamba velmi osvědčila jako trpělivá chůva všech mláďat narozených samicím Kijivu (Moja *2004, Tatu *2007-2012, Kiburi *2010 a Nuru *2012) a Shindě (Ajabu *2016) a to v takovém rozsahu, který u goril není běžný. Spolu s Kijivu, Shindou a Ajabuem se Kamba v roce 2022 přesunula do nového pavilonu goril Rezervace Dja v horním areálu zoo. Tam se ke skupině připojila dvojice nových goril - Mojina dcera Duni a nový samec Kisumu. V lednu 2024 pak porodila Duni své první mládě (samičku jménem Mobi) a na jaře 2024 porodila také Kijivu (samičku jménem Gaia).

## Porody mláďat
V dubnu 2007 zabřezla ve svých 35 letech se samcem Richardem. Porod byl komplikovaný, mládě se rodilo nohama napřed a samice ho nedokázala porodit. Přitom překousla vyhřezlou pupeční šňůru a mládě tak zemřelo de facto na udušení. Nakonec musela být uspána a mládě vyjmuto císařským řezem. Při porodu málem přišla o život.
Při druhém porodu v roce 2013, bylo Kambě již 41 let. Porod byl opět neúspěšný, mládě se zaseklo v porodních cestách a nepřežilo, Kamba opět přerušila pupeční šňůru. Při vyjmutí mláděte císařským řezem se ukázalo, že má Kamba v děloze myom (nezhoubný nádor) a byly jí tak při zákroku podvázány vaječníky, aby se v jejím pokročilém věku zabránilo dalším komplikacím. Na jaře 2018 Kamba po dalších prokazatelných zdravotních problémech podstoupila gynekologickou operaci, při níž jí byly odstraněny děloha a vaječníky.